# Mariatou Koné
Mariatou Koné est femme politique ivoirienne né le 25 Septembre 1969 à Boundiali en Côte d'Ivoire.
Depuis le 6 avril 2021 elle est nommée ministre de l'Éducation nationale et de l'Alphabétisation. Elle  est aussi  maire de la commune de Boundiali et députée élue de la commune de Boundiali-Ganaoni en 2021. Mariétou Koné est professeure d'anthropologie à l'université Félix-Houphouët-Boigny d'Abidjan-Cocody.

## Biographie
Mariatou Koné est née le 25 septembre 1969. Elle est la première d'une famille de huit enfants. Elle effectue ses études primaires à l’école primaire catholique (EPC) pour filles de Daoukro de 1971 à 1977, où elle obtient le Certificat d'études primaires et élémentaire (CEPE). Elle fait une partie de ses études secondaires au lycée Félix Houphouët-Boigny de Korhogo puis au lycée moderne de Sassandra et enfin au lycée moderne de Man. Après son brevet d'études du premier cycle  obtenu en 1981 et le baccalauréat série A4 en 1984, elle est orientée en sociologie à l'université nationale de Côte d'Ivoire à Abidjan. Elle y réussit le DUEL 1 en 1985, le DUEL 2 en 1986, la licence en 1987 et la maîtrise en juin 1988.
Grâce à une bourse du Ministère de la Recherche scientifique de Côte d'Ivoire, Mariatou Koné poursuit ses études à l’Ecole des Hautes Etudes en Sciences Sociales (EHESS) de Marseille en France. Elle y obtient le DEA en Sciences Sociales en 1990. Par ses résultats exceptionnels, elle bénéficie en plus de la bourse, d’une allocation de recherche de l’ORSTOM.
En septembre 1994, elle soutient le doctorat d'anthropologie et le réussit avec la mention très honorable avec félicitations du jury, sur le thème «être encadreur agricole en Côte d'Ivoire: principes et pratiques (le cas de Sakassou)», sous la direction du professeur Jean-Pierre Olivier de Sardan.
Mariétou Koné est mère de trois enfants. Elle est Musulmane, membre du Réseau des Femmes Musulmanes d’Afrique-Section Côte d’Ivoire (REFMA-CIE). Mariatou Koné est une passionnée de musique, lecture, de sport et de voyages.

## Parcours professionnel
En mai 2012, elle est nommée directrice coordonnatrice du Programme national de cohésion sociale (PNCS). En avril 2015, elle en devient la directrice générale. Le 12 janvier 2016, elle est nommée ministre de la solidarité, de la cohésion Sociale et de l'indemnisation  des victimes. Le 11 janvier 2017, elle se voit attribuer le Ministère de la femme, de la protection de l'enfant et de la solidarité. Le 10 juillet 2018, elle est nommée ministre de la solidarité, de la cohésion sociale et de la lutte contre la pauvreté.
Elle est experte et consultante internationale dans plusieurs domaines. Ses champs de recherche couvrent les problématiques foncières en Afrique, le développement rural, le genre, la santé, l'éducation, la cohésion sociale et depuis le milieu des années 2000, la question de la vulnérabilité des femmes ivoiriennes.
Depuis 2013, elle est médiatrice pour la Paix de la CEDEAO et du WANEP.

## Parcours politique
Mariatou Koné est la candidate du RHDP à sa réélection à Boundiali lors de l'élection municipale qui se tient en septembre 2023. Elle remporte l'élection avec plus de 93 % des voix,.

### Mobilisation politique en vue 2025
Le 25 avril 2025, lors de la rentrée politique des femmes du RHDP à Yamoussoukro, Mme Koné, invité d'honneur, appelé les femmes du parti à l'unité et à la mobilisation derrière le président Alassane Ouattara (ADO), en préparation des élections présidentielles d'octobre 2025. Elle salué des réalisations du président, notamment dans les domaines des infrastructures, de l'éducation, de la santé et de la solidarité nationale.

## Distinctions
- Commandeur dans l’ordre du mérite de l'Éducation nationale ivoirien[11],[12]